# Alfred Stern
Alfred Stern (Leipzig, 1882 - França durant la Primera Guerra Mundial) fou un compositor alemany.
Deixà escrites, entre altres obres interessants, diversos lieder, amb acompanyament d'orquestra de cambra, fundant a Múnic el 1909 la Societat Bach. La seva esposa Marta, nascuda el 1883, fou una distingida cantant de concert.